# هيلموت رايمان
هيلموت رايمان (بالألمانية: Hellmuth Reymann) (مواليد 24 نوفمبر 1892- وفيات 8 ديسمبر 1988) كان قائداً ألمانياً خلال الحرب العالمية الثانية كان منصبه هو قائد لمنطقة برلين الدفاعية خلال اجتياح برلين من قبل الجيوش السوفيتية عام 1945 أواخر الحرب العالمية الثانية.